# Chiloscyphus crassiretis
Chiloscyphus crassiretis là một loài rêu tản trong họ Lophocoleaceae. Loài này được (Herzog) Hässel de Menéndez miêu tả khoa học lần đầu tiên năm 1996.